# Gkl berlin
Die gkl berlin – gewerkschaft kommunaler landesdienst berlin wurde nach der Insolvenz des komba-Landesverbandes Berlin (Ende 2003) am 23. Februar 2004 in Berlin gegründet, ohne allerdings die Rechtsnachfolge anzutreten.

## Geschichte
Die insolvente komba Berlin wurde am 29. Februar und 16. März 2004 vom deutschen Beamtenbund Berlin ausgeschlossen, dafür wurde die gkl berlin Mitglied. Sie soll die Beschäftigten der Berliner Bezirke und des Landes Berlin organisieren. Die Gewerkschaft wurde am 23. Februar 2004 gegründet und organisiert Angestellte, Arbeiter und Beamte in den Bezirks- und Senatsverwaltungen sowie den nachgeordneten Einrichtungen, Anstalten öffentlichen Rechts und den privatisierten Bereichen des Landes Berlin.
Die Gewerkschaft ist Mitglied im dbb beamtenbund und tarifunion berlin und in der Bundesorganisation der komba-Gewerkschaft. Alle Tarifangelegenheiten werden in enger Abstimmung mit der gkl berlin durch die dbb tarifunion – als bundes- und landesweit anerkannter Tarifpartner – federführend gestaltet.

## Landesleitung
Neben der Beratung und Beschlussfassung über inhaltliche Anträge zum öffentlichen Dienst wählten die Delegierten des ersten Landesgewerkschaftstages der gkl berlin am 5. Mai 2006 im dbb forum in Berlin-Mitte eine neue Landesleitung. Als Landesvorsitzender wurde Frank Becker (Senatsverwaltung für Inneres und Sport) von den Delegierten wiedergewählt. Nach der Wahl von Frank Becker zum Vorsitzenden des dbb beamtenbund und tarifunion Berlin wurde im Mai 2013 die bisherige Stellvertreterin Cornelia Stemmler vom Landesvorstand der gkl berlin zur neuen Vorsitzenden gewählt. Sie hatte dieses Amt bis zum August 2021 inne. Auf dem Landesgewerkschafstag im August 2021 wurde dann Kerstin Gutwasser-Friebel zur neuen Landesvorsitzenden der gkl berlin gewählt. Weitere Mitglieder in der Landesleitung sind Petra Woosmann (1. stellvertretende Vorsitzende), Stephan Briesenick, Andrea Orhan und Michaela Mandal.